# فيد بوتيكو
فيد بوتيكو (بالسلوفينية: Vid Poteko) مواليد 5 أبريل 1991 في تسليه، هو لاعب كرة يد سلوفيني يلعب كمحور. يلعب حاليا مع نادي تسليه لكرة اليد ويحمل الرقم 15. مثل منتخب سلوفينيا لكرة اليد. شارك في دورة الألعاب الأولمبية الصيفية سنة 2016.

## سجل المنافسة
شارك في البطولات التالية:
- بطولة أوروبا لكرة اليد للرجال 2016
- الألعاب الأولمبية الصيفية 2016

## روابط خارجية
- فيد بوتيكو على موقع الاتحاد الأوروبي لكرة اليد (الإنجليزية)
- فيد بوتيكو على موقع أوليمبيديا (الإنجليزية)